# Aragón (estación)
Aragón es una de las estaciones que forman parte del Metro de la Ciudad de México, perteneciente a la Línea 5. Se ubica al oriente de la Ciudad de México, en el límite de las alcaldías Gustavo A. Madero y Venustiano Carranza.

## Información general
Su nombre se debe a que al inaugurarse era la estación más cercana al Bosque de San Juan de Aragón. El isotipo de la estación representa la silueta de una ardilla, animal muy común en los bosques urbanos de la ciudad.

### Afluencia
El número total de usuarios en 2014 para la estación Aragón fue de 2,320,720. El número de usuarios promedio para el mismo año fue el siguiente:
| Tipo de día   | Afluencia promedio estación "Aragón" |
| ------------- | ------------------------------------ |
| Día festivo   | 4,299                                |
| Día laboral   | 6,953                                |
| Fin de semana | 5,096                                |
| Anual         | 6,351                                |

La siguiente tabla muestra la afluencia de la estación en los últimos 10 años:
| Afluencia Anual de Pasajeros | Afluencia Anual de Pasajeros | Afluencia Anual de Pasajeros | Afluencia Anual de Pasajeros | Afluencia Anual de Pasajeros | Afluencia Anual de Pasajeros |
| ---------------------------- | ---------------------------- | ---------------------------- | ---------------------------- | ---------------------------- | ---------------------------- |
| Año                          | Afluencia                    | A Diario                     | Ranking Anual                | Aumento%                     | Ref.                         |
| 2023                         | 2,271,668                    | 6,223                        | 152°/195                     | +6.42%                       | [ 3 ]                        |
| 2022                         | 2,134,549                    | 5,848                        | 151°/175                     | +32.94%                      | [ 4 ]                        |
| 2021                         | 1,605,655                    | 4,399                        | 153°/195                     | +11.99%                      | [ 5 ]                        |
| 2020                         | 1,433,746                    | 3,917                        | 174°/195                     | -47.95%                      | [ 6 ]                        |
| 2019                         | 2,754,754                    | 7,547                        | 172°/195                     | +0.78%                       | [ 7 ]                        |
| 2018                         | 2,733,501                    | 7,489                        | 171°/195                     | +4.17%                       | [ 8 ]                        |
| 2017                         | 2,624,161                    | 7,189                        | 171°/195                     | +0.17%                       | [ 9 ]                        |
| 2016                         | 2,619,656                    | 7,157                        | 172°/195                     | -1.89%                       | [ 10 ]                       |
| 2015                         | 2,669,995                    | 7,315                        | 159°/195                     | -1.25%                       | [ 11 ]                       |
| 2014                         | 2,703,820                    | 7,407                        | 160°/195                     | -1.06%                       | [ 12 ]                       |

## Conectividad

### Salidas
- Norte: Circuito Interior Av. Río Consulado y Dólares, Colonia Fernando Casas Alemán.
- Sur: Circuito Interior Av. Río Consulado y Peniques, Colonia Simón Bolívar.

### Conexiones
Existen conexiones con las estaciones y paradas de diversos sistemas de transporte:
- Algunas rutas de la RTP.